# (9053) Hamamelis
(9053) Hamamelis (1991 VW5) – planetoida z pasa głównego asteroid okrążająca Słońce w ciągu 4,1 lat w średniej odległości 2,56 au. Odkryta 2 listopada 1991 roku.